# Мейер, Карл Карлович
Карл Карлович Мейер (1798—1878) — генерал-лейтенант, начальник артиллерии Кавказской армии.

## Биография
Родился в 1798 году, происходил из дворян Подольской губернии. Образование получил в Дворянском полку, из которого выпущен 21 апреля 1816 года прапорщиком в 18-ю артиллерийскую бригаду, в 1821 году произведён в подпоручики и в 1826 году — в поручики, в 1827 году награждён орденом Св. Анны 4-й степени.
В 1828 году Мейер принимал участие в военных действиях против турок на Дунае, был при атаке Браилова и обложении Шумлы. В кампании следующего года он участвовал в сражении при Кулевчи, был при разбитии корпуса Ибрагим-паши и взятии Сливно и Адрианополя. За отличия в делах произведён в штабс-капитаны и капитаны и награждён орденом Св. Анны 3-й степени с бантом.
В 1831 году Мейер был назначен командиром лёгкой № 2 роты 11-й артиллерийской бригады, сражался в Польше при Боремеле, за отличие в сражении с корпусом Дверницкого получил орден Св. Владимира 4-й степени с бантом и польский знак отличия за военное достоинство 4-й степени.
В 1835 году получил чин подполковника, в следующем году переведён в 4-ю артиллерийскую бригаду с назначением командиром батарейной № 1 батареи; с 1 сентября 1839 года — полковник. В 1843 году он был назначен командиром 13-й артиллерийской бригады, 3 апреля 1849 года произведён в генерал-майоры.
В 1852 году Мейер был награждён орденом Св. Станислава 1-й степени и назначен начальником 5-й артиллерийской дивизии. В этом качестве он в 1854 году вновь сражался с турками на Дунае и 1 июня, находясь в траншеях при осаде крепости Силистрии, был сильно контужен осколками бомбы в лицо, руку и ногу, в том же году получил орден Св. Анны 1-й степени.
За беспорочную выслугу 25 лет в офицерских чинах 26 ноября 1855 года Мейер был награждён орденом Св. Георгия 4-й степени (№ 9639 по кавалерскому списку Григоровича — Степанова).
По выздоровлении в 1855 году Мейер был назначен исправляющим должность начальника артиллерии Южной армии, а в следующем году перемещён на ту же должность в Отдельный Кавказский корпус и 30 августа 1857 года произведён в генерал-лейтенанты. С 1858 года командовал всей артиллерией Кавказской армии и принимал участие в завершающих кампаниях Кавказской войны. В 1861 году за боевые отличия награждён орденом Св. Владимира 2-й степени с мечами, а в 1863 году получил орден Белого орла.
С 1865 года состоял в распоряжении главнокомандующего Кавказской армией, в 1866 году удостоен ордена св. Александра Невского.
Скончался 27 мая (8 июня) 1878 года. Его сыновья Карл (генерал-майор, командующий Фельдъегерским корпусом) и Константин (генерал-лейтенант, начальник Ташкентского военного госпиталя, за отличие в Хивинском походе 1873 года награждён золотой саблей с надписью «За храбрость»).